# Sid Grossman
Sid Grossman (* 25. Juni 1913 in New York City; † 31. Dezember 1955 ebenda) war ein amerikanischer Fotojournalist und Mitbegründer der Photo League. Die Photo League war eine Organisation von Fotografen in New York City, die sich der Dokumentation des Lebens in den Arbeitervierteln widmete. Sie wurde 1936 gegründet und bot ihren Mitgliedern Schulungen, Ausstellungsräume und eine Plattform für den Austausch über soziale und kreative Themen. Die Photo League spielte eine wichtige Rolle bei der Entwicklung der sozialdokumentarischen Fotografie in den USA.

## Karriere
Sid Grossman besuchte 1929–32 die High School in der Bronx und war Mitglied im Fotoclub des Schule. 1934 besuchte er das City College of New York. Er begann seine Karriere als freischaffender Fotojournalist während des Besuchs des City College of New York. 1936 war er Mitbegründer der Photo League mit Sol Libsohn. 1938–1939 arbeitete er mit Libsohn an einem Projekt, welches die Veränderungen in Chelseas dokumentierte und 1939 arbeitete er an einer Serie, die das Leben auf der Straße in Harlem dokumentierte. Im Sommer 1940 reiste Grossman durch die Dust-Bowl-Gebiete und fotografierte die gewerkschaftlichen Aktivitäten sowie das ländliche Leben.
Während des Zweiten Weltkriegs waren Grossmans Projekte auf den Krieg fokussiert; so fotografierte er 1942–1943 die Aktivitäten des Roten Kreuzes, die zivile Verteidigung, Studierenden ehrenamtliche landwirtschaftliche Arbeiten von Studenten und die Betreuung von Kleinkindern. Grossman trat 1943 in die Armee ein und wurde in Panama stationiert. Im Laufe des Jahres 1945 fotografierte er das Christo Negro de Portobelo Festival (Festival des Schwarzen Christus) in Portobelo, Panama, und reiste nach Guatemala und auf die Galapagosinseln.
Sid Grossman produktivste Jahre als Fotograf waren kurz nach dem Zweiten Weltkrieg. Er fotografierte Coney Island in den Sommern 1947 und 1948 und das San Gennaro Festival in der Mulberry Street in Manhattan’s Little Italy in 1948.
Sid Grossman und die Photo League gerieten 1949 in Konflikt mit dem FBI. Er stand seit 1940 unter Beobachtung, und das FBI verdächtigte ihn des Umgangs mit Kommunisten. Das FBI erweiterte seine Untersuchung auf Grossmans Mitarbeiter an der Photo League und stellte schließlich fest, dass die Photo League eine kommunistische Tarnorganisation sei und dass einige ihrer Mitglieder der Kommunistischen Partei angehören. 1951 wurde die Photo League aufgelöst.
Ab 1949 verbrachte Sid Grossman die Sommer in Provincetown, Massachusetts, wo er bei Hans Hofmann Malerei studierte und eine Fotografieschule eröffnete. Während der Wintermonate erteilte er Privatunterricht in New York. Unter seinen Schülern war Lisette Model, die sich bei ihm als eine Geste der Unterstützung zum Unterricht einschrieb. Seine späteren Arbeiten fokussierten sich auf die Landschaft und die Menschen von Cape Cod und wurden posthum im Jahr 1959 im Buch Journey to the Cape veröffentlicht.